# Hiram Hernández Zetina
Hiram Hernández Zetina (Xalapa-Enríquez, Veracruz, 7 de abril de 1994) es un político mexicano, miembro del Partido Revolucionario Institucional (PRI). Fue diputado federal para el periodo de 2021 a 2024.

## Biografía
Es licenciado en Economía egresado de la Universidad Nacional Autónoma de México (UNAM). Inició su carrera política en las organizaciones juveniles del PRI, de 2011 a 2014 fue dirigente estatal den Chihuahua la agrupación «Chaviza Revolucionaria» y por tanto integrante del comité estatal del PRI en el mismo periodo, y luego dirigente nacional del mismo organismo de 2014 a 2018.
En las elecciones de 2018 fue candidato del PRI a diputado federal por el Distrito 4 de Chihuahua; quedó en tercer lugar de la votación con el 14.62% de los votos, correspondiendo el triunfo al candidato de la coalición Juntos Haremos Historia, Ulises García Soto.
En 2018 fue nombrado presidente nacional del Consejo Tecnológico Universitario de la Red Jóvenes X México —el organismo juvenil del PRI— y, a partir de 2019 asumió como dirigente nacional de dicha organización.
En 2021 fue elegido diputado federal por la vía plurinominal a la LXV Legislatura, cuyo periodo constitucional tendrá término en 2024. En la Cámara de Diputados se ha desempeñado como secretario de las comisiones de Hacienda y Crédito Público; y, de Cambio Climático y Sostenibilidad; así como integrante de las comisiones de Puntos Constitucionales; y, de Vigilancia de la Auditoría Superior de la Federación.
El 31 de mayo de 2022 fue nombrado representante del PRI en el consejo general del Instituto Nacional Electoral.